# Ігор Відмар
Ігор Відмар (словен. Igor Vidmar; нар. 10 грудня 1950, Любляна) — югославський та словенський журналіст, промоутер рок-музики, а також менеджер, музичний продюсер, політичний активіст.

## Біографія
Народився 10 грудня 1950 року в Любляні, однак більшу частину дитинства провів у Новій Гориці, де навчався в місцевій гімназії.
Будучи помітною фігурою на словенській та югославській рок-сцені, працював із багатьма виконавцями, більша частина з яких мала культовий статус в андеграундній музичній сфері, особливо в середовищі панк-рок виконавців, серед яких — піонери югославського панк-року Pankrti та Paraf; працював також зі всесвітньо відомим гуртом Laibach. Ним були скомпільовані музичні треки для відомої югославської збірки Novi Punk Val. Крім цього, працював також на незалежній студентській радіостанції Radio Student Ljubljana. Як організатор концертів заснував фестиваль Novi Rock і представив Словенії та Югославії загалом цілий ряд видатних виконавців — 23 Skidoo, Amebix, Angelic Upstarts, Anti-Nowhere League, Christian Death, D.O.A., Dinosaur Jr., Discharge, Dubliners, Einstürzende Neubauten, The Fall, GBH, Генрі Роллінза, Іггі Попа, Jane's Addiction, The Jesus and Mary Chain, Killing Joke, The Mission, Ніка Кейва, Pere Ubu, Pixies, Ramones, Siouxsie and the Banshees, The Sisters of Mercy, Sonic Youth, U.K. Subs, Youth Brigade, Swans та ін. Брав участь також у роботі відомої арт-галереї ŠKUC.
Поведінка Відмара, а також його журналістські й художні роботи, які часто були надто авангардними для соціалістичної епохи, навмисно чи ненавмисно провокували відповідну реакцію з боку югославської та словенської влади — він втратив членство в Комуністичній партії Словенії, зазнавав судового переслідування та навіть декілька разів був ув'язнений на короткі терміни. При цьому він також критикував і західний імперіалізм. У 1983 був заарештований за носіння значка, на якому було зображено обкладинку синглу гурту Dead Kennedys Nazi Punks Fuck Off із перекресленою свастикою, що помилково було розцінено як пропагування нацизму. Саме в цей час югославська комуністична влада займалася полюванням на пронацистськи налаштованих панків, до числа яких Відмар ніколи не належав. Наступного року, щоби помститися, Відмар випробовував терпіння влади та мешканців, пускаючи в ефір власного радіошоу «Пісню німців» у виконанні німецької співачки Ніко. Хоча «Пісня німців» не є нацистською, комуністична влада та деякі слухачі побачили в цих діях приховані натяки та почали реагувати. Незабаром Відмар постав перед судом через те, що він начебто хотів перевірити всезагальну готовність до оборони та реакцію на нацистські провокації.
Наприкінці 1980-х, з наближенням падіння комуністичного режиму та подальшого розпаду Югославії, Відмар підтримав словенську опозицію, рух за незалежність та виступив за права людей.
В інтерв'ю пресі стосовно роботи в якості музичного промоутера, опублікованому в посткомуністичний період, була приведена цитата Відмара, де він стверджував, що, не дивлячись на проблеми, які він мав із попереднім режимом, йому все ж важче працювати при ліберальній демократії, ніж протягом останніх десяти років комунізму. [Архівовано 3 березня 2012 у Wayback Machine.] Система в Югославії, яка була учасницею Руху неприєднання, не була такою жорсткою, як в інших комуністичних країнах, тому югославська рок-сцена більшу частину часу вільно функціонувала єдина з усіх. Наприклад, у 1982 Відмар організував концерт на підтримку незалежної польської профспілки «Солідарність»; також він працював із дуже провокативним гуртом Laibach, який є членом організації «Нове словенське мистецтво» (нім. Neue Slowenische Kunst), що застосовує тоталітарне мистецтво Третього Рейху та соціалістичний реалізм — як кемп або ж для розпалювання суперечок.
У 2020 вийшов роман Samohodec словенського письменника, критика та перекладача Юрія Худоліна, заснований на біографії Ігора Відмара.